# Pico das Torres
Pico das Torres es el segundo pico más alto en la isla de Madeira, en Portugal. Se encuentra aproximadamente a mitad de camino entre el Pico Ruivo y Pico del Arieiro a una altitud de 1853 metros sobre el nivel del mar (6.079 pies) y sólo es accesible desde el camino entre estos dos picos. Es un lugar óptimo para la los escaladores, en dirección al Pico Ruivo el trayecto es un desafío especialmente difícil debido a la subida esculpida en la roca.